# ابراهیم‌آباد (ششتمد)
ابراهیم‌آباد، روستایی است از توابع بخش مرکزی شهرستان ششتمد استان خراسان رضوی ایران.

## جمعیت
این روستا در دهستان بیهق قرار داشته و بر اساس سرشماری سال ۱۳۸۵ جمعیت آن ۴۳۱ نفر (۱۰۷ خانوار)
بوده است.